# Touchin, Lovin
Touchin, Lovin è un brano musicale del cantante statunitense Trey Songz, estratto come singolo dal suo sesto album Trigga. La canzone è stata prodotta dai The Featherstones e ha come artista partecipante la rapper trinidadiana Nicki Minaj. Questa è la loro seconda collaborazione insieme, la prima è stata nel singolo Bottoms Up, nel 2010. La canzone interpella il brano Fuckin You Tonight, scritta da Christopher "The Notorious B.I.G." Wallace, Daron Jones, Sean Combs and R. Kelly.

## Video musicale
Il video musicale è stato diretto da Jason Zada il 1º dicembre 2014. Il video si apre con Trey Songz nel font a sfondo nero.
Il filmato inizia con Trey svegliarsi dal suo letto e gli è stato offerto due pillole da una donna. Se è stata scelta la pillola rossa, una donna vestita di rosso uscirà da una rosa rossa. Se è stata scelta la pillola blu, una donna con un mantello di pelliccia bianco uscirà da un albero ghiacciato. L'opzione successiva è tra un bruciore ghiacciato e da uno specchio. Se è stato scelto il ghiaccio in fiamme, due ragazze, una con addosso una vernice rossa in fiamme intorno al suo corpo, l'altra con una vernice blu addosso, mentre si avvicinano a Trey. Se è stato scelto lo specchio, una donna in bikini nero verrà fuori, successivamente la donna sparirà nell'ombra. La terza opzione è tra un foulard blu e un diamante. Se è stata scelta la sciarpa, una ragazza bionda verrà fuori. Se è stato scelto il diamante, una donna in abito lucido coperto di diamanti verrà fuori. La parte di Nicki Minaj inizia con lei seduta su un trono con un bastone, mentre la si vede in qualche scena con Trey. L'ultima opzione è tra un albero appassito con due serpenti su di esso e uno stormo di farfalle. Se è stato scelto l'albero, un serpente-ballerino con un casco apparirà e sedurrà Trey con danze serpentine. Se è stato scelto il gregge di farfalle, una ragazza verrà fuori ed evocherà uno stormo di farfalle verso Trey. Il video si conclude con Trey svegliarsi da un sogno.

## Classifiche
| Classifica (2014) | Posizione più alta |
| ----------------- | ------------------ |
| Australia         | 88                 |
| Regno Unito       | 10                 |
| Stati Uniti       | 43                 |
| Stati Uniti (R&B) | 1                  |